# Роллерблейдинг
Роллерблейдинг (от англ. rollerblading) — экстремальное катание на роликовых коньках с выполнением трюков, разновидность роллерспорта. Также используются альтернативные названия: Агрессив Инлайн Скейтинг, Агрессивное катание на роликах, Фристайл-роллинг.

## Общая информация.
Роллерблейдинг, также называемый Агрессив Инлайн Скейтинг - подвид роллерспорта, особенностью которого является исполнение различных трюков на роликовых коньках. Роллерблейдеры оттачивают мастерство катания в специальных скейтпарках, либо "в стрите" - на подходящих уличных местах. Такие места роллерблейдеры называют "спотами"(от англ. spot - место). Обычно в роли спотов выступают локации с пригодным для езды на роликах покрытием, перилами, парапетами, ступеньками и другими препятствиями, порой с большим перепадом высоты и необычной формы. Тенденции роллерблейдинга последних лет разрушают все рамки в выборе мест для катания, установленные предыдущими поколениями. Всё чаще используются уникальные и, на первый взгляд, совсем не предназначенные для катания на роликах объекты городской архитектуры. Даже малейший выступ в стене или выпирающий всего на 3-4мм металлический уголок может стать площадкой для необычного и крайне сложного с технической точки зрения трюка.
Для выполнения трюков используются специальные роликовые коньки(агрессивные ролики) с маленькими(от 55 до 60 мм - диаметры колёс популярных брендов) колёсами, усиленной рамой с технологией UFS(запатентованный стандарт крепления рамы к ботинку, который используется популярными производителями рам для роликов уже более 15 лет) и укреплённым ботинком с мощной боковой поддержкой голеностопа, soul-плейтами по периметру нижней части ботинка и специальными royale-грувами(от англ. groove - паз, производители также называют эту деталь backslide-plate).

## Направления.
Существует несколько направлений роллерблейдинга, характеризующихся местом катания и набором трюковых элементов: Стрит, Парк, Верт и более новое направление - пауэрблейдинг. Стоит отметить, что в наши дни границы между этими подвидами уже не так отчётливо видны, т.к. всё больше роллерблейдеров предпочитает смешанный стиль катания и попеременно повышает своё мастерство по всем трём фронтам.

### Стрит (street rollerblading)
Стрит — катание в уличных условиях. В окружении урбана роллерблейдеры выполняют разнообразные трюковые элементы, популярными видами трюков являются грайнды (скольжения с использованием соулплейтов и грувов ролика) на парапетах и перилах, прыжки (гэпы) с разных препятствий, грэбы (от англ. grab - захват), воллрайды (от англ. wallride - езда по стене). Практически все трюковые элементы сочетаются друг с другом, образуя бесконечное количество вариаций и делая потолок развития уровня катания невероятно высоким. В процессе развития стрит-катания выделяют даже стереотипные образы, тренды на исполнение тех или иных трюков в разные годы и другие частично спортивные, частично субкультурные тенденции. В сочетании с бесконечными возможностями в выборе спотов всё это делает стрит-роллерблейдинг исключительно многообразным, самым ярким, интересным и рискованным направлением катания на агрессивных роликах.

### Парк (park rollerblading)
Парк — катание в специально оборудованных скейтпарках. Скейтпарки бывают либо крытыми (в помещении, indoor-park), либо уличными (под открытым небом, outdoor-park). Традиционный скейт-парк представляет собой площадку, укомплектованную фигурами разных видов и спроектированную таким образом, чтобы дать людям поднять уровень своей техники катания с минимальными потерями. Катание в скейт-парке является намного менее опасным, чем в стрите. Перед тем, как исполнять новые трюки на улице, роллерблейдеры обычно доводят их до совершенства в парках. Это помогает избежать ненужных травм и почувствовать уверенность в своих силах.

### Верт (vert rollerblading)
Верт — катание в большой рампе(half-pipe) с выполнением трюков. Поклонники этого вида катания традиционно исполняют различные вылеты (air, grab трюки), а также инверты (стойки на руке) и грайнды (многообразные скольжения) на трубе - "коупинге" верт-рампы. Существует множество комбинаций трюков, наиболее известными верт-райдерами являются Братья Ясутоко - Takeshi Yasutoko & Eito Yasutoko.

### Пауэрблейдинг (powerblading)
Пауэрблейдинг  — относительно молодой стиль катания, сочетающий в себе агрессивное катание и уличное на фитнес- или фрискейт-роликах. Особенность пауэрблейдинга в том, что в роликах используют обычный агрессивный ботинок и специальную раму, в которую можно поставить колёса большего размера (вплоть до 80мм). Рамы же могут иметь специальную для скольжения (грайндов) выемку, как, например, у рамы Kizer Level II (), а могут не иметь, как у рамы Kizer Advance (). Всё это позволяет разнообразить обычное активное катание по городу агрессивными элементами и/или большей устойчивостью, которую даёт более низкий центр тяжести, а агрессивное катание - большей скоростью и мобильностью, новыми трюками и комбинациями.

## Названия трюков
Вы купили ваши первые агрессивные ролики и твёрдо решили освоить этот сложный, но красивый и увлекательный вид спорта под названием 'роллерблейдинг'. Каков ваш первый шаг? Совет: ознакомьтесь с названиями и техникой исполнения основных трюков, с которых желательно начать 'погружение' в 'агрессив инлайн скейтинг'. Сделав это, вы не только облегчите себе процесс обучения, но и наконец-то начнёте понимать, что же скрывается под таинственным словосочетанием 'truespin top soyale 2270 bs unity по кинковому парапету', который на днях 'взял' кто-то из ваших знакомых. Итак, приступим.
Все скольжения на агрессивных роликах подразделяются на две группы: 'royale-трюки' и 'soul-трюки'. Первые выполняются на royale-частях роликов (пластиковый блок между вторым и третьим колёсами, они же антирокеры, и специальная проточка в ботинке и соулплейте), вторые - либо только на soul-части (пластиковая деталь, прикрепляющаяся непосредственно к ботинку, которая называется соулплейт), либо на soul- и royale-частях одновременно. 
Soul - базовый трюк, который лёг в основу огромного количества других элементов. Задняя нога едет на soul (то есть ботинок параллелен препятствию, и скольжение выполняется непосредственно на соулплейте), а передняя - на fs royale.
Torque soul - это soul, при котором передняя нога скользит на fs full torque.

Frontside (fs) и Backside (bs) - это royale-трюки, при которых вы скользите, соответственно, лицом или спиной к препятствию, а ваши ролики расположены на трубе или грани параллельно относительно друг друга. Данные элементы являются одними из основных и лежат в основе более сложных трюков.

Grab - захват ваших роликов (или одного ролика) руками в процессе полёта или скольжения. 
Topside (top) - это разновидность soul-трюков, при которой soul-овая нога переносится через препятствие. Если вы едете по грани, то соулплейт будет скользить по её вертикальной части, а рама - по горизонтальной; при этом придётся сильно выгнуть ноги, чтобы 'заложить' этот трюк. В случае с перилой всё несколько проще. Как было сказано выше, вы просто переносите soul-овую ногу на дальнюю сторону рэйла и едете в таком положении. Topside-трюки на порядок сложнее и опаснее обыкновенных soul-элементов.
Alley-oop (ao) - разновидность скольжений, при котором райдер, подъезжая к препятствию, запрыгивает на него с разворотом на 180 градусов, при этом крутка идёт во внутреннюю сторону, к парапету или периле. 

Royale - это тот же fs или bs, только колени должны быть повёрнуты в сторону, противоположную направлению движения. Если вы выполняете трюк лицом к скользящей поверхности, то к его названию будет прибавлено fs, если спиной - то это будет bs. К примеру, bs royale.

Full torque или nuegen - по сути, это royale, при котором колени направлены в сторону, совпадающую с направлением движения. Если вы выполняете трюк лицом к скользящей поверхности, то к его названию будет прибавлено frontside или просто fs, если спиной - то это будет backside или bs. К примеру, bs full torque.

Backslide - трюк, при котором задняя нога скользит на royale, а передняя нога не касается грани или перилы (её можно держать рукой, то есть взять 'грэб').

Fastslide - трюк, похожий на backslide, только в положении royale скользит не задняя, а передняя нога.

Sueslide - при выполнении данного элемента передняя нога скользит на full torque, а задняя не касается препятствия.

Pudslide - трюк, при котором задняя нога скользит на full torque, а передняя не касается препятствия. Фактически зеркальное отражение sueslide. 

Unity - ноги должны быть скрещены, передняя нога скользит на fs royale, а задняя - на fs full torque.
Savannah - ao unity

Shuffle - трюки, которые выполняются только на парапетах или скользких поверхностях - на 'рейлах' их сделать невозможно. Суть в том, что райдер скользит не по краю грани (то есть по её 'углу'), а по самой поверхности. Наиболее распространёнными shuffle-элементами являются royale, full torque, unity

Miszou - трюк, при выполнении которого передняя нога едет на soul, а задняя находится в положении bs full torque
Sweatstance - top miszou
Kind grind - ao top miszou

Mistrial - это тот же miszou, только задняя нога скользит на bs royale.

Makio - скольжение выполняется на одной ноге, которая едет soul, за вторую же можно взять 'грэб'
Fishbrain (fish) - top makio

Pornstar (porn) - трюк, при исполнении которого передняя нога едет soul, а задняя - fs full torque, то есть повёрнута во внутреннюю сторону, к грани
Sunny day - top porn

Sidewalk - porn, только ваша задняя нога едет на шнуровке ролика.

Negative - разновидность soul-трюков, когда скольжение выполняется не на внешней стороне соулплейта, а на внутренней.

Soyale - это ao torque soul, который принято называть именно soyale. 

Truespin (true) - то же, что и ao, только крутка идёт во внешнюю сторону, от препятствия.

Cab (caballerial) - это fakie 360 (fakie - исполнение трюка, вылет или приземление не лицом, а спиной вперёд). Райдер едет спиной и запрыгивает на скольжение с разворотом на 360 градусов в любую сторону. Данный термин обычно используется в сочетании с названиями других трюков, к примеру, cab kind grind. 

Full cab - этот трюк представляет собой то же самое, что и cab, только к препятствию вы подъезжаете не спиной, а лицом.

Half cab - вы подъезжаете к периле или парапету в fakie и запрыгиваете на неё с разворотом на 180 градусов. Если вращаетесь от трубы, то есть во внешнюю сторону, то это будет просто half cab или outspin, если к трубе, во внутреннюю сторону, то это будет inspin. 

Switch - этот термин применяется к тем трюкам, которые вы делаете под 'неудобную' ногу. Скажем, если ваша 'соуловая' нога правая, то есть именно на ней вы научились впервые делать soul grind, то тогда при исполнении трюка, когда в положении soul будет скользить левая нога, можно сказать, что это switch-элемент.

Switch-ups - термин, обозначающий переход из одного трюка в другой во время скольжения.

Transfer - в 'стрите' это перепрыгивание с одной перилы на другую при выполнении трюков; в парковом катании это может быть перепрыгивание из одного радиуса в другой, из рампы на разгонку и т. п.
Gap - это либо прыжок с большой высоты, либо перепрыгивание через какое-либо препятствие, пролёт, промежуток между ступеньками.

## Производители агрессивных роликов
- Razors
- USD
- THEM
- Roces
- Rollerblade
- K2
- Remz
- Xsjado
- Seba
- Adapt
- Mesmer
- FR
- IQON
- Trigger
- Faction
- Valo (компания прекратила существование в 2018-м году)
- Salomon (с 2006 года компания ролики не выпускает)

В роллерблейдинге, как и во многих экстремальных видах спорта, производители роликов имеют своих прорайдеров - профессиональных спортсменов, продвигающих ту или иную марку. Обыкновенно, это звёзды мирового инлайн скейтинга, такие как: Brian Aragon (прорайдер компании Razors), Richie Eisler (прорайдер компании USD) .